# Nova Friburgo
Nova Friburgo este un oraș în unitatea federativă Rio de Janeiro (RJ), Brazilia.